# Daitoyusurika daitofegea
Daitoyusurika daitofegea är en tvåvingeart som beskrevs av Sasa och Suzuki 2001. Daitoyusurika daitofegea ingår i släktet Daitoyusurika och familjen fjädermyggor. Inga underarter finns listade i Catalogue of Life.